# Lennart Andersson (roddare)
Lennart Andersson, född 30 juli 1925 i Tjärnö, död 27 november 2004 i Norum, var en svensk roddare. Han tävlade för Strömstads RK och RK Three Towns.
Andersson tävlade i åtta med styrman för Sverige vid olympiska sommarspelen 1952 i Helsingfors. Vid olympiska sommarspelen 1956 i Melbourne tävlade han också i åtta med styrman.
Lennart Andersson är begravd på Norums kyrkogård.